# Jean Piaget
Pour les articles homonymes, voir Piaget.
Jean Piaget, né le 9 août 1896 à Neuchâtel et mort le 16 septembre 1980 à Genève, est un biologiste, psychologue, épistémologue et sociologue suisse connu pour ses travaux en psychologie du développement et en épistémologie à travers ce qu'il a appelé l'épistémologie génétique (ou structuralisme génétique). 
Ses travaux apportent un éclairage sur l'« intelligence », comprise comme une forme spécifique de l'adaptation du vivant à son milieu, ainsi que sur les stades d'évolution de celle-ci chez l'enfant. Cet éclairage et sa théorie de l'apprentissage exerceront une influence notable sur la pédagogie et les méthodes éducatives.

## Biographie
Jean Piaget est le fils aîné d'Arthur Édouard Piaget (1865-1952), professeur de littérature médiévale, et de la française Rebecca Susanne Jackson (1872-1942), fille de William Fritz Jackson (petit-fils de James Jackson).
À l'âge de onze ans, Jean Piaget, élève au collège latin de Neuchâtel, écrit un court commentaire sur un moineau albinos aperçu dans un parc. Ce bref article est considéré comme le point de départ de sa carrière scientifique, illustrée par une soixantaine de livres et plusieurs centaines d'articles. À la même époque, il présente plusieurs travaux dans le cadre des conférences organisées par et pour le Club des jeunes amis de la nature, société d'étudiants fondée par, entre autres futurs savants, Pierre Bovet (cette société deviendra par la suite Amici Naturae).
Son intérêt pour les mollusques se développe après l'adolescence. Il deviendra un malacologiste renommé dès la fin de ses études secondaires. Piaget publiera de nombreux articles dans ce domaine, et continuera à s'y intéresser toute sa vie.
Après sa maturité, il s'inscrit à la faculté des sciences de l'université de Neuchâtel, où il obtient en 1918 un doctorat ès sciences sur la malacologie valaisanne,.
Pendant cette période, il publie deux livres à contenu philosophique (La mission de l'idée et Recherche), qu'il qualifiera plus tard d'écrits d'adolescence, mais qui seront déterminants pour l'évolution de sa pensée (réflexions en partie en rupture avec les théories de l'évolution, avec la culture religieuse de sa famille et à ce que lui inspire la Première Guerre mondiale).
Après un semestre passé à Zurich, où il s'initie à la psychanalyse (travail qu'il conduira avec Sabina Spielrein, avec laquelle il fera une analyse), il part pour une année à Paris, où il travaille au laboratoire d'Alfred Binet. Cette période lui permet d'étudier les processus du développement de l'intelligence.

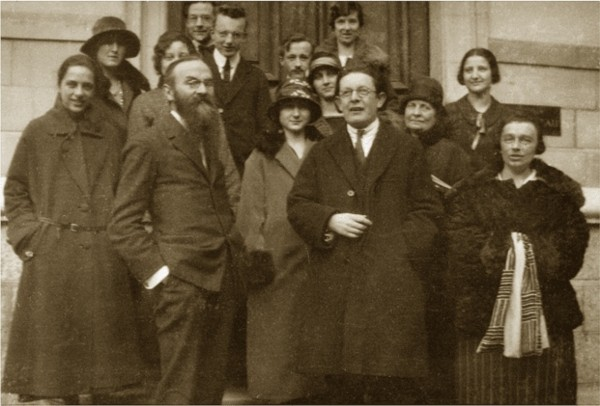
Portrait de groupe avec Pierre Bovet (au premier plan à gauche, avec une grande barbe) et Jean Piaget (au premier plan à droite, avec les lunettes), devant la porte de l’Institut Jean-Jacques Rousseau à Genève en 1925.

En 1921, il est appelé par Édouard Claparède et Pierre Bovet à l'Institut Jean-Jacques Rousseau de l'université de Genève pour occuper le poste de chef de travaux. En 1923, il épouse Valentine Châtenay (1899-1983) avec qui il aura trois enfants, sur lesquels il étudiera le développement de l'intelligence, de la naissance au langage.
Il sera successivement professeur de psychologie, de sociologie, de philosophie des sciences à l'université de Neuchâtel (1925 à 1929), professeur d'histoire de la pensée scientifique à l'université de Genève de 1929 à 1939, directeur du Bureau international d'Éducation (BIE) de 1929 à 1967, professeur de psychologie et de sociologie à l'université de Lausanne de 1938 à 1951, professeur de sociologie à l'université de Genève de 1939 à 1952, puis professeur de psychologie expérimentale de 1940 à 1971. Il participe en 1928 au premier cours universitaire de Davos, avec de nombreux intellectuels français et allemands. Il a été le seul professeur suisse à être invité à enseigner à la Sorbonne, de 1952 à 1963. Il fonde en 1955 le Centre international d'épistémologie génétique, qu'il dirige jusqu'à sa mort. Dans ce centre travaillent d'éminents psychologues et neuropsychologues français, ainsi, François Bresson et le mathématicien Benoit Mandelbrot rencontré à Paris.
Ses travaux en psychologie génétique et en épistémologie visent à répondre à la question fondamentale de la construction des connaissances. À travers les différentes recherches qu'il a menées en étudiant la logique de l'enfant, il a pu mettre en évidence, d'une part, que celle-ci se construit progressivement, en suivant ses propres lois, et d'autre part, qu'elle évolue tout au long de la vie, en passant par différentes étapes caractéristiques avant d'atteindre le niveau de l'adulte. La contribution essentielle de Piaget à la connaissance a été de montrer que l'enfant a des modes de pensée spécifiques qui le distinguent entièrement de l'adulte. L'œuvre de Piaget est diffusée dans le monde entier et continue à inspirer, aujourd'hui encore, des travaux dans des domaines aussi variés que la psychologie, la sociologie, l'éducation, l'épistémologie, l'économie et le droit, comme en témoignent les Catalogues annuels publiés par la Fondation Archives Jean Piaget. Il a obtenu plus de trente doctorats honoris causa de différentes universités à travers le monde, le Prix Balzan pour les sciences sociales et politiques (1979) et d'autres nombreux prix.

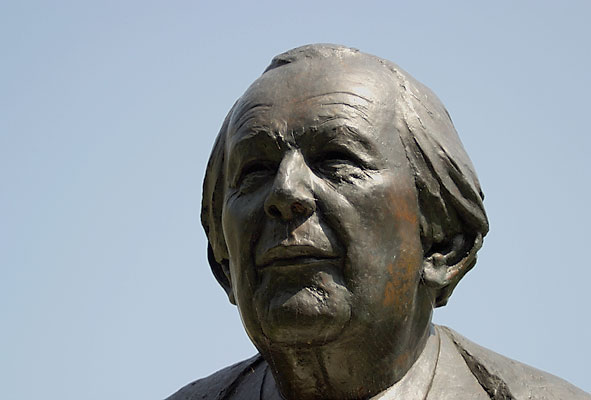
Buste de Jean Piaget au Parc des Bastions à Genève.

Parallèlement à ses nombreuses obligations universitaires à Genève, Lausanne et Paris, Piaget assume la direction du Bureau international d’éducation pendant 39 ans (1929-1968). Sous sa direction, la vocation du BIE consiste à promouvoir la compréhension entre les peuples par-delà les nationalismes et les idéologies politiques. Pour atteindre sa finalité pacifiste, le BIE mise sur l’éducation de la jeunesse, la formation des enseignants et le dialogue entre ministres de l’Instruction publique des pays membres.
Cette dimension militante de Piaget s’accompagne de conférences sur l’éducation, écrits injustement oubliés que Constantin Xypas a réédités sous le titre : Jean Piaget, L’éducation morale à l’école. De l’éducation du citoyen à l’éducation internationale (Anthropos, 1997). Ce livre vient compléter les textes moins engagés que le « Maître » a lui-même réédités dans Psychologie et pédagogie (Médiations, 1969) et Où va l’éducation ? (Médiations, 1972).

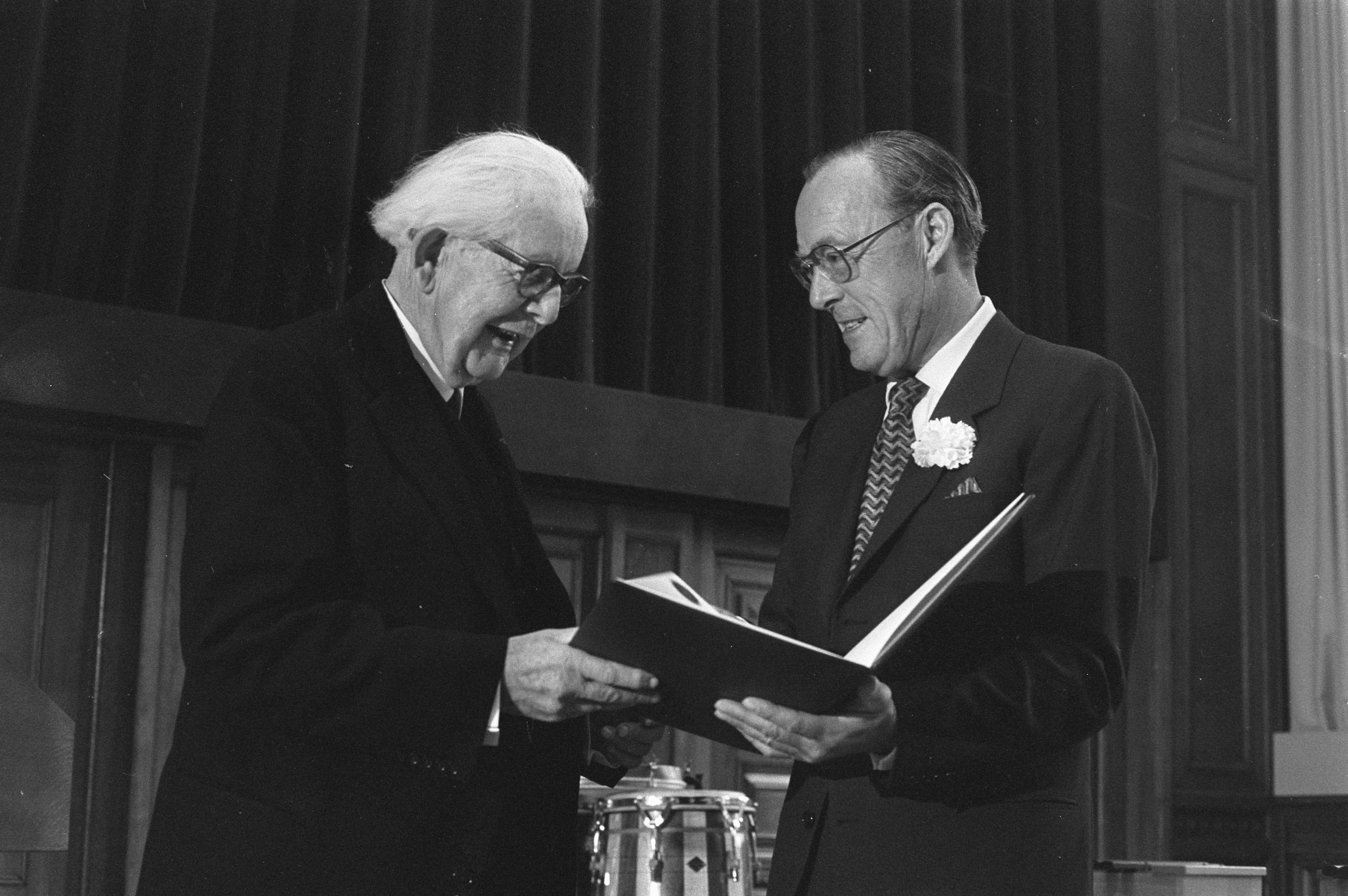
Piaget en compagnie de Bernhard de Lippe-Biesterfeld lors de la cérémonie du Prix Érasme à Amsterdam en 1972.

Ces trois recueils sont loin d’épuiser la pensée éducative de Piaget, comme le démontre Xypas dans son Piaget et l’éducation (PUF, 1997), où il présente l’ensemble des écrits concernant à des degrés divers l’éducation. Échelonnés entre 1930 et 1976, ils embrassent trois champs : le premier par ordre d’apparition et de volume concerne l’éducation de la personne (construction d’une personnalité  autonome, éducation à la liberté intellectuelle et morale, socialisation, éducation morale, citoyenneté, pacifisme et compréhension internationale) ; le deuxième porte sur l’école notamment, la pédagogie active, la relation maître-élève, les sanctions et les récompenses dans la classe et la formation des enseignants ; le troisième concerne l’éducation mathématique, l’éducation scientifique, l’éducation artistique, l’enseignement de l’histoire, l’enseignement des langues vivantes.

## Théorie générale
Piaget reprend dans ses explications théoriques des concepts baldwiniens tels que l'adaptation par assimilation/accommodation et les réactions circulaires.
Il s'appuie sur les travaux d'Alfred Binet et les enrichit à la demande de Théodore Simon.
Sa théorie est inspirée par la philosophie évolutionniste de Spencer et la philosophie de Kant. Elle est aussi une théorie constructiviste originale de la genèse de l'intelligence et des connaissances humaines qui permet à Piaget d'établir des liens étroits entre la problématique biologique de l'évolution et de l'adaptation des espèces et la problématique psychologique du développement de l'intelligence. Il définit l'intelligence comme le prolongement sur le plan mental de l'adaptation organique, l'intelligence humaine résulte de l'application des lois biologiques (tout individu est doté d'une structure interne qui tend à s'adapter au milieu environnant). Si l'équilibre est rompu entre l'environnement et l'organisme, l'individu agit et son action vise à la réadaptation de l'organisme, donc au rétablissement de l'équilibre. L'adaptation est donc la caractéristique essentielle du développement de l'intelligence. 
Selon Piaget, l'origine de la pensée humaine n'est pas la simple sensation, elle n'est pas non plus un élément inné. Elle se construit progressivement lorsque l'individu, et en particulier l'enfant, entre en contact avec le monde. Grâce à ces contacts répétés, l'enfant développe des unités élémentaires de l'activité intellectuelle, appelées schèmes.
Un schème est une entité abstraite qui est l'organisation d'une action (ex. : la succion). Les schèmes apparaissent comme les unités de base de l'activité intelligente. Ils correspondent à la structure ou à l'organisation d'une action. Les schèmes se transforment en devenant plus généraux (succion d'autres objets), plus nombreux et donc deviennent plus « mobiles ». Ils se combinent dans une organisation de type moyen-but (ex. : le râteau pour prendre un objet). Selon Piaget, les schèmes sont un ensemble organisé de mouvements (sucer, tirer, pousser…) ou d'opérations (sérier, classer, mesurer…) dont l'enfant dispose (dans le premier cas), ou qu'il acquiert et développe par son interaction avec le monde environnant. Ces schèmes s'ancrent dans l'esprit, lorsque l'expérience les conforte, ou se modifient lorsqu'ils sont contredits par les faits (il nomme « abstraction réfléchissante », cette abstraction, si celle-ci s'appuie sur des schèmes acquis précédemment dans un contexte différent).
À chaque fois que l'individu perçoit un objet (qui peut être physique ou une idée), il essaie de l'assimiler. Si cette assimilation, c'est-à-dire l'intégration de l'objet à un schème psychologique préexistant échoue, alors commence un processus d'accommodation. En d'autres termes, l'assimilation est un mécanisme consistant à intégrer un nouvel objet ou une nouvelle situation à un ensemble d'objets ou à une situation pour lesquels il existe déjà un schème, alors que l'accommodation est un mécanisme consistant à modifier un schème existant afin de pouvoir intégrer un nouvel objet ou une nouvelle situation.

## Principaux concepts
Piaget s'oppose à l'innéisme. Il tente de modéliser le développement de l'intelligence sur la base de principes logiques. L'enfant est un logicien en herbe, qui donne un sens aux objets en faisant émerger leurs propriétés et fonctions. Il réinvente le monde physique (constructivisme). Piaget parle d'actions extériorisées et intériorisées. Tout cela relève de conceptions physiques.
La logique et les mathématiques sont le raisonnement. Le raisonnement est la forme optimale de l'adaptation biologique, donc du cerveau.

### Les différentes périodes de l'évolution individuelle
Piaget divise le développement psychologique de l'enfant en plusieurs périodes, chacune elle-même divisée en stades, conditionnant le suivant. Les différents moments du développement sont :
1. La période de l'intelligence sensorimotrice (de la naissance à 2 ans), divisée en 6 stades.
2. La période de l'intelligence préopératoire (de 2 à 6 ans), divisée en 2 stades.
3. La période des opérations concrètes ou de l'intelligence opératoire (de 6 à 10 ans).
4. La période des opérations formelles (de 10 à 16 ans).

Le fonctionnement cognitif est le même pour tous les enfants appartenant à la même période. 
Les âges qui voient le passage d'un stade à l'autre ne sont donnés qu'à titre seulement indicatif et sont fondés sur une moyenne. Certains enfants peuvent commencer le passage du troisième au quatrième stade dès 10 ans alors que d'autres y parviendront vers 12 ans. Ce modèle abstrait et universel de l'évolution individuelle, qui ne prend pas en compte la diversité des enfants d'une culture à l'autre, procède d'une forme de réification de l'enfance qui a fortement influencé la sociologie et les sciences de l'éducation.
Les notions de périodes impliquent que : 
- l'ordre de chaque période soit toujours la même chez tous les enfants ;
- pour toutes les périodes, une organisation cognitive existe (c'est-à-dire qu'on y trouve des pensées et des comportements) ;
- lors du passage à une autre période plus avancée, les structures cognitives et les connaissances déjà acquises sont intégrées (ce qui est nommé l'emboîtement hiérarchique).

Lorsqu'il y a passage d'un stade à un autre, l'intelligence des enfants change radicalement. 

#### 1 - La période de l'intelligence sensorimotrice (0-2 ans)
Au début, l'intelligence est essentiellement pratique. Elle se construit en fonction des sens et de la motricité de l'enfant. Elle lui permet d'organiser le réel selon un ensemble de structures spatio-temporelles et causales. 
La période sensorimotrice inclut des comportements et des connaissances de type sensoriel ou moteur.
À cette période, l'enfant ne possédant ni langage ni fonction symbolique, ces constructions s'effectuent en s'appuyant exclusivement sur des perceptions et des mouvements, autrement dit, par une coordination sensorimotrice des actions sans intervention de la représentation ou de la pensée.
Au cours de cette période, les principales acquisitions cognitives sont la causalité, la permanence de l'objet et la représentation symbolique. Ce que Piaget entend par permanence de l'objet est le fait qu’une personne accorde une existence aux choses « extérieures au moi, persévérant dans l'être lorsqu’elles n'affectent pas directement la perception » (cf. Piaget, 1937). Comment le bébé se représente-t-il les objets qu'il ne voit plus ? Pour Jean Piaget, l’enfant se rend compte de la permanence des objets par stades successifs.
La période sensorimotrice se divise en 6 stades, chacun se marquant par une évolution qui se traduit par l'utilisation d'une nouvelle technique :
1.1 L'exercice des réflexes (de 0 à 1 mois) : L'enfant utilise les réflexes innés. Ces schèmes primitifs commencent à changer et à s'harmoniser grâce à de minuscules épisodes d'accommodation. L'enfant n’a aucune réaction à la suite de la disparition d'un objet. Le nouveau-né pratique des comportements réflexes déjà présent à la naissance. Il découvre le monde grâce à ses yeux, sa bouche, ses mains.
1.2 Les réactions circulaires primaires : Il y a accommodation accrue des schèmes fondamentaux, le bébé pratique à répétition d'un même geste, d'une même action. Il y a actions simples et répétitives du nourrisson sur son propre corps. L’enfant a une réaction émotionnelle (pleurs, cris, etc.) à la disparition de l’objet, mais n’entreprend aucune recherche. Le bébé fait des gestes volontaires et apprend à contrôler progressivement son corps.
1.3 Les réactions circulaires secondaires : Le bébé devient de plus en plus conscient des événements extérieurs à son corps et les provoque lui-même à répétition. Le bébé commence à agir sur les objets et les personnes. Il répète les comportements qui provoquent des résultats intéressants. Il acquiert la permanence pratique, il revient au jouet qu’il a laissé. Le problème est que le très jeune enfant trouve ces comportements par hasard et se contente de les répéter tels quels sans trop comprendre pourquoi l'effet est toujours le même. C'est ici que commence l'intentionnalité : c'est le commencement des actions répétées dans l'intention d'avoir des résultats positifs.
1.4 La coordination des schèmes secondaires : Le nourrisson commence à comprendre les liens de causalité et passe à la vitesse supérieure dans ses démarches exploratoires. Il utilise les comportements qu'il possède déjà mais dans de nouvelles situations. Il y a présence de comportements intentionnels. Le bébé a un but précis et il planifie le moyen de l'atteindre. Le bébé recherche systématiquement l’objet. Il peut combiner plusieurs comportements pour répondre à de nouveaux problèmes et dans de nouveaux contextes. Cependant sa représentation de l’objet n’est pas encore parfaite, il commet l’erreur dite du « stade IV » (ou erreur A non B) : lors du déplacement visible de l'objet, il le recherche là où il l’a précédemment trouvé et non pas nécessairement là où il a disparu. Le bébé ne se contente plus de répéter le comportement mais il agit intentionnellement pour atteindre un but. C'est le début de la permanence de l'objet et l'apparition de l'intentionnalité.
1.5 Les réactions circulaires tertiaires : Il y a exploration de l'environnement plus systématique. Le bébé répète une action, mais en y introduisant des variations pour tester leur effet. Il modifie volontairement ses comportements habituels pour observer l'effet produit sur son milieu et observe ainsi les changements extérieurs que provoquent ces variations de comportement. Le bébé résout le problème du stade précédent tant que les déplacements de l’objet sont visibles. S'ils sont invisibles (par exemple on met l’objet dans une main et on le met, sans que le bébé le voie, sous un coussin), le bébé recherche l’objet dans la main et ne cherche pas ailleurs. Il acquiert des habitudes de scientifique, d'expérimentateur.
1.6 La résolution de problèmes par représentation mentale (de 18 à 24 mois) : Il acquiert la capacité de former et de manipuler les symboles (mots et images). Il y a l'invention des moyens nouveaux par combinaison mentale des schèmes. On assiste aussi à l'imitation différée. Le bébé est capable de retrouver l’objet même si les déplacements sont invisibles, autrement dit, il n'a plus à agir physiquement pour trouver une solution. Il peut imaginer la solution avant de la faire. C'est lors de ce stade que l'enfant acquiert la permanence de l'objet, ceci correspond à la représentation des objets ou des personnes qui ne sont pas perceptibles par nos sens (comme la vue). Toutefois, le bébé n'a pas encore acquis la compréhension de la conservation, mais a seulement acquis la notion de permanence de l'objet, qui l'y aidera durant la prochaine période. Cette conservation est « solidaire de toute l'organisation spatio-temporelle de l'univers pratique, ainsi, naturellement, que sa structuration causale ».
La fin de cette première période est marquée par l'accès à la fonction symbolique. Lorsqu'il acquiert la fonction symbolique, le bébé est capable de se représenter des objets et situations non directement perceptibles à l'aide de signes (mots) ou de symboles (dessins). La fonction symbolique est tenue pour acquise lorsqu'on observe chez le bébé cinq types de conduites : l'imitation différée, le jeu symbolique, le dessin, l'image mentale et le langage.

#### 2 - La période de l'intelligence préopératoire (2-6 ans)
Piaget divise la période préopératoire en 2 stades : le stade de la pensée symbolique (ou préconceptuelle) et le stade de la pensée intuitive. Le stade de la pensée symbolique concerne l'enfant de 2 à 4 ans environ, tandis que celui de la pensée intuitive concerne celui de 4 à 6 ans environ.

##### 2.1 Le stade de la pensée symbolique (ou préconceptuelle)
Le stade de la pensée symbolique se caractérise par les préconcepts, l'égocentrisme intellectuel, le raisonnement transduction et la pensée animiste.
Au début de la période préopératoire, l'enfant assure sa maîtrise des notions de l'espace et du temps, puis de la fonction symbolique. Ces objets, généralement acquis lors du stade précédent, sont alors plus assurés. La permanence de l'objet est acquise car l'enfant peut se représenter l'existence d'un objet sans que celui-ci soit présent.
Cette période est surtout marquée par diverses acquisitions. En premier lieu, l'enfant développe fortement ses capacités langagières. Il est capable peu à peu de dialoguer. Par ailleurs, c'est aussi durant cette période que se forme la notion de quantité.
L'enfant de deux ans élabore ses premières représentations des gens et des choses en associant leurs similarités, ses premières ébauches de concepts. Plus rudimentaires que ceux des adultes, les préconcepts permettent à l'enfant d'opérer des rapprochements pour identifier les objets de façon sommaire. Piaget définit les préconcepts comme des « notions attachées par l'enfant aux premiers signes verbaux dont il acquiert l'usage », notions « à mi-chemin entre la généralité du concept et l'individualité des éléments qui le composent ». Chez l'enfant d'âge préscolaire, il y a incapacité de saisir que des choses semblables puissent appartenir à une même catégorie, une même classe, tout en se distinguant.
Au niveau psychologique ce stade est marqué par l'égocentrisme qui se marque par la causalité morale, le finalisme. La causalité morale revient à considérer que les lois physiques sont semblables aux lois morales, le finalisme tend à expliquer le monde en donnant une raison à toute chose (ex. les arbres secouent leurs branches pour produire du vent). L'égocentrisme enfantin traduit l'indifférenciation du sujet et de l'objet, ainsi que la confusion du point de vue propre avec celui d'autrui. L'égocentrisme est l'incapacité qu'a l'enfant de se décentrer et de coordonner son point de vue avec celui d'autrui. Il est incapable de se mettre à sa place. Les enfants qui n'ont pas dépassé ce stade ne comprennent pas que ce qu'on voit diffère selon la position qu'on occupe. C'est ce que Piaget et sa collègue Bärbel Inhelder ont démontré par la tâche des trois montagnes. L'égocentrisme constitue donc en quelque sorte l'équivalent, au niveau de la représentation, de ce qui est « l'adualisme » du premier stade sensori-moteur ; c’est-à-dire, l'indissociation entre le corps propre et le milieu extérieur. Cette notion est liée également à un déséquilibre de l'assimilation et de l'accommodation.
Ce stade est aussi marqué par le raisonnement transductif. Le raisonnement transductif est le fait de passer d'un cas particulier à un autre cas particulier pour arriver à une conclusion, qui sera le plus souvent erronée. Les raisonnements transductifs se définissent comme un raisonnement qui passe du particulier au particulier, c'est une période d'apparition préopératoire. 
Ce stade est aussi marqué par la pensée animiste, ainsi que l'artificialisme. La pensée animiste est le fait de prêter des caractéristiques humaines (intentions, sentiments, humeurs et conscience) aux objets et aux événements. L'enfant attribue un rôle actif à des objets et des phénomènes en fonction de sa propre réalité et non à partir de leurs caractéristiques propres. La pensée animiste se rencontre principalement en ce qui concerne l'explication des phénomènes naturels. C'est la tendance à attribuer la vie et la volonté à des objets et à des phénomènes. C'est donc une autre caractéristique de la pensée symbolique, tout en étant une manifestation de l'égocentrisme. L'artificialisme est le fait de penser que tout est créé par l'être humain ou par un être imaginaire qui se conduit comme tel.
Il est aussi à noter que l'enfant à ce stade vit dans la contradiction, au sens où il peut affirmer une chose et son contraire immédiatement après sans que cela le gêne. Dans le cadre des opérations logiques, l'enfant commence à être capable de classer ou de sérier des objets mais sans notion de réversibilité ; il est encore incapable de faire une opération et son inverse.

##### 2.2 Le stade de la pensée intuitive
Le deuxième stade de la période préopératoire est un stade de transition vers la période suivante, celle des opérations mentales. Le stade de la pensée intuitive se caractérise par l'intuition, la centration, les précatégories (collections figurales et non figurales).
À ce stade, l'importance de l'égocentrisme intellectuel diminue. L'enfant devient de plus en plus capable d'envisager les choses comme extérieures à lui-même, de leur accorder une existence indépendante de sa propre volonté. Ses perceptions visuelles l'aident maintenant à comprendre la réalité sur un mode intuitif, ce qui l'amène parfois à des conclusions erronées. L'enfant semble tellement certain de ses réponses ou de ses connaissances qu'il ne comprend pas comment il y est parvenu ni ce qu'il sait réellement. Autrement dit l'enfant appréhende le monde sur un mode perceptif plutôt que logique.
L'une des caractéristiques de la pensée intuitive est la centration qui amène l'enfant à ne percevoir qu'un aspect de la situation au détriment des autres, ce qui peut le conduire à des conclusions illogiques voire erronées.
Une des façons pour observer la centration dans les raisonnements de l'enfant consiste à vérifier sa difficulté à intégrer le concept de conservation. Ce principe de conservation consiste à comprendre que certaines données, comme une quantité ou un volume, restent égales lorsque l'on n'a rien ajouté ou enlevé, et même si on modifie leur apparence (forme, disposition) ; elles sont donc « conservées » à travers leurs transformations éventuelles. Ce principe est élaboré par Piaget et s'applique à la matière (comme la pâte à modeler), aux liquides, mais aussi à la surface et à la masse.
L'effet de centration est produit chez l'enfant par « les interactions entre éléments perçus simultanément lors d'une seule fixation du regard »[réf. souhaitée]. Les jeunes enfants se centrent sur un aspect de la réalité au détriment de tous les autres, comme si celui-ci devenait le seul à importer ou qu'ils ne pouvaient en traiter qu'un à la fois. Le meilleur exemple de la centration chez l'enfant au stade préopératoire est donc sa difficulté à comprendre la notion de conservation, difficulté qui ne sera vraiment résolue qu'à la période opératoire suivante.
Les collections figurales peuvent être des configurations auxquelles l'enfant attribue une signification ou des alignements d'éléments qui se ressemblent ou s'accordent pour des raisons qui changent constamment, celui-ci ne voyant pas l'utilité d'utiliser une règle constante. Les collections non figurales, elles, sont des ensembles complémentaires, mais pas encore des classes logiques, sans hiérarchie inclusive des ensembles d'éléments. L'enfant ne comprend pas le principe de l'inclusion des classes, selon lequel les classes en incluent d'autres (sous-classes).

#### 3 - La période des opérations concrètes ou de l'intelligence opératoire (de 6 à 10 ou 12 ans)
Pendant cette période, cette intelligence, dite opératoire, reste dépendante de la présence dans le champ de la perception des éléments sur lesquels porte la réflexion, marquée par la réversibilité de toute opération. La période des opérations concrètes correspond au stade des conduites opératoires.
Cette période est marquée par l'acquisition de certaines notions (les âges sont donnés à titre indicatif) : 
- Les conservations physiques :
  - Conservation de la quantité de la matière (7-8 ans) : un morceau de pâte à modeler contient la même quantité de pâte qu'il soit présenté en boule ou en galette.
  - Conservation de la quantité de poids (8-9 ans) : un kilogramme de plume est aussi lourd qu'il soit présenté dans un sac ou dans plusieurs.
  - Conservation de la quantité de volume (11-12 ans) : le volume d'un litre d'eau reste inchangé, qu'on le présente dans une bouteille, ou dans un récipient plus évasé.
- Les conservations spatiales :
  - Conservation des quantités numériques (7 ans) : quand on place une rangée de jetons peu espacés et qu'on demande à l'enfant de prendre autant de jetons que l'exemple, il réalisera correctement l'exercice.
  - Classification (8 ans).
  - Sériation (8 ans).
  - Groupements multiplicatifs : c'est la capacité à combiner la classification et la sériation.

#### 4 - La période des opérations formelles ou de l'intelligence abstraite (de 10 ou 11 à 16 ans)
Cette période est caractérisée par 5 éléments : le passage du concret à l'abstrait, le passage du réel au possible, la prévision des conséquences à long terme, la logique déductive et la résolution systématique des problèmes.
Cette période est celle de l'adolescence. Vers 11-12 ans et jusqu'à 16 ans, l'individu va mettre en place les schèmes définitifs qu'il utilisera tout au long de sa vie. Alors que l’enfant, jusqu’alors, ne pouvait raisonner que sur du concret, l'adolescent peut maintenant établir des hypothèses détachées du monde sensible. Dans la théorie piagétienne, l’accès à la logique formelle est la dernière étape d’un processus qui débute dès la naissance. Comme toute étape elle est le fruit d’une succession d’adaptations au réel. Vers l’âge de 11 ans l’enfant ne peut plus se contenter d’une logique concrète, il commence à ressentir le besoin d’établir des hypothèses, des raisonnements hypothético-déductifs (du type si…alors) pour mieux appréhender le monde. Durant les cinq ans que dure ce stade les schèmes logiques vont se mettre en place et s’affirmer jusqu’à ce qu’ils soient totalement opérationnels vers l’âge de 16 ans. Jusqu'à l'adolescence, le possible est une forme du réel. À la période de l'intelligence formelle, c'est le réel qui est une forme du possible. Cela signifie que pour l'enfant la base est le réel et qu'il échafaude des hypothèses à partir de celui-ci, mais par la suite il est capable d'imaginer des théories décontextualisées pour ensuite les appliquer au monde sensible.

### Adaptation
Pour Piaget, l'intelligence n'est qu'une forme plus élaborée de l'adaptation biologique.
L'adaptation d'un individu à son environnement est le résultat d'un processus de transformation tendant vers l'équilibre. L'état d'équilibre permanent est impossible, l'environnement et l'individu n'étant pas statiques. L'adaptation est donc continue au cours de l'ontogenèse notamment par (ré)équilibrations successives des structures de l'intelligence (schèmes et opérations).

### Épistémologie et structuralisme génétiques
L'épistémologie génétique est un courant de l'épistémologie qui se fonde sur l'analyse du développement de la connaissance chez l'être humain. Rendre compte de l'évolution de la connaissance à travers l'étude du développement de l'intelligence chez l'enfant implique une approche particulière de cet enfant : d'une part Piaget ne voit pas l'enfant comme objet d'étude mais comme un moyen rapide d'appréhender le développement et le fonctionnement de l'intelligence, d'autre part, le sujet individuel ne l'intéresse pas mais c'est le sujet épistémique conçu comme l'ensemble des mécanismes communs à tous les sujets du même niveau (Le structuralisme, 1968) qui est l'objet de son travail.
Piaget (avec Lucien Goldmann) appartient donc à cette filiation "logicisante" en épistémologie au sens où il pense que la démarche scientifique doit s'attacher à étudier le réel comme un tout organisé selon des réseaux de relations non immédiatement perceptibles. Cependant, travaillant sur un matériau biologique, il demeure tout au long de sa carrière attaché à une optique naturaliste, centrée sur l'évolution des formes naturelles (au sens d'Aristote). Piaget nomme également son épistémologie un « structuralisme », au sens de méthodologie scientifique générale que ce terme prendra à partir des années 1970 (période du «  second structuralisme »). Mais lorsqu'il se développe dans les années 1950, ce structuralisme épistémologique laisse une large place au concret et à la dimension temporelle. En particulier, dans Introduction à l'épistémologie génétique (1950), Piaget trace une voie très originale et relativement isolée face à la tendance formaliste et abstraite du structuralisme de l'époque qui se popularisera ensuite au milieu des années 1960 en France avant de disparaître rapidement.
En 1959, un colloque scientifique est organisé à Cerisy-la-Salle (Manche) sous le titre de Genèse et Structure, qui va « mettre très tôt en évidence un des thèmes majeurs des débats futurs suscités par le paradigme structuraliste dans ses rapports avec l'histoire ». Piaget et Goldmann sont parmi les organisateurs, le premier intervenant sur le thème de la psychologie de l'enfant, le second présentant ses travaux en littérature sur les Pensées de Pascal et le théâtre de Jean Racine. En 1968, Piaget se voit confier la rédaction du Que sais-je ? sur le structuralisme, et développe largement la notion de transformation structurale, c'est-à-dire d'évolution des structures du réel par mouvements de recomposition, selon la même inspiration naturaliste que l'anthropologue Claude Lévi-Strauss dans ses études sur les mythes. Piaget rappelle à ce sujet l'importance des travaux de biomathématiques de D'Arcy Wentworth Thompson et son ouvrage On Growth and Form (1917) sur la genèse des formes naturelles, dont l'anthropologie structurale de Lévi-Strauss s'inspire largement.
Dans les années 1970, le structuralisme génétique de Piaget, centré sur les notions de transformation et d'autorégulation, est conforté par le développement de travaux scientifiques sur les systèmes ouverts (structures dissipatives d’énergie, théorie du chaos, théorie des catastrophes, auto-organisation, émergence).

### L'imitation
En psychologie du développement, l'imitation est une notion très importante.
D'abord, elle permet aux nouveau-nés d'établir une similitude et donc un code social commun avec l'adulte. 
Elle constitue ensuite une prémisse de la compréhension des états mentaux (perceptibles) d'autrui. En effet, si son interaction avec le monde adulte est régulier et adéquat, le bébé pourra attribuer tel faciès à tel état mental, lui permettant ensuite de les utiliser à bon escient.
De plus, elle correspond à un des moyens qu'a le jeune enfant pour apprendre et communiquer.
— Apprendre, parce que c'est en imitant les plus grands que l'enfant gravera les différentes conduites dans un contexte approprié. Cette fonction est valable jusqu'à 18 mois environ.
— Communiquer, parce que jusqu'à un certain âge (en moyenne jusqu'à 2 ans) l'enfant ne parle pas et ne peut donc avoir recours qu'à l'imitation, et plus particulièrement à l'imitation simultanée, pour interagir avec ses pairs.
Estimation générale des processus d'imitation au cours de l'enfance :
1. de 0 à 1 mois : pas d'imitation.
2. de 1 à 4–6 mois : début d’une imitation sporadique et partielle (qui apparaît de temps à autre et ne reproduit pas forcément tout le modèle).
3. de 4–6 mois à 8–9 mois : imitation systématique, limitée aux mouvements que l’enfant est capable de percevoir (par ex., un mouvement des bras).
4. de 8–9 mois à 11–12 mois : imitation de mouvements invisibles pour l’enfant, néanmoins déjà réalisés (par ex., tirer la langue ou ouvrir et fermer la bouche).
5. de 11–12 mois à 18 mois : début de l’imitation de nouveaux modèles par expérimentation active.
6. de 18 mois à 2 ans : imitation de modèles plus complexes et surtout apparition de l’imitation différée (en l’absence du modèle).

### L'intelligence
L'intelligence désigne une disposition à la reconstruction interne des acquisitions instables provoquées par l’environnement. Selon Piaget, l'intelligence est la capacité de plus en plus diversifiée et complexe à mettre en œuvre des moyens et procédures pour atteindre des buts.
Interactionnisme
- Assimilation des choses au sujet.
- Accommodation aux choses elles-mêmes.

Constructivisme
- Adaptation : équilibre entre assimilation et accommodation. Processus d'autorégulation par lequel l'organisme recherche un équilibre en intégrant les données du milieu a ses structures (assimilation) et en ajustant ces mêmes structures aux exigences du milieu (accommodation).
- Organisation : activité de classement. Chaque nouvelle connaissance correspond a une organisation particulière, un nouveau palier d'équilibre qui intègre les acquis des connaissances précédentes. Très progressivement, les connaissances seront organisées, ordonnées, classées, sériées, dénombrées, transformées, selon l'indépendance des éléments déjà adaptés.

### Méthode clinico-critique
Cette méthode correspond à un entretien individuel guidé, mais souple, pour mettre en évidence le niveau de raisonnement et la logique de l'enfant. La méthode est fondée sur des « situations-épreuves » afin d'identifier le savoir acquis et à acquérir de l'enfant.
Dès 1947, Piaget a appelé sa méthode « méthode critique » car l'entretien intersubjectif avec l'enfant a des visées expérimentales, ce qui n'a rien à voir avec la méthode clinique à proprement parler.

### Réaction circulaire
Emprunté à James Mark Baldwin, ce concept désigne, chez le nourrisson, la répétition d'un cycle moteur visant à :
- maintenir une sensation agréable : réaction circulaire primaire,
- maintenir un spectacle intéressant impliquant des objets : réaction circulaire secondaire,
- explorer les conséquences, sur les objets, des variations dans l'action : réaction circulaire tertiaire.

Ce phénomène apparaît entre l'âge de 1 et 4 mois. À ce moment, la réaction circulaire correspond à l'acquisition des premières habitudes.
Ensuite, entre 4 et 9 mois, l'enfant commence à acquérir la coordination entre la vision et la préhension d'un objet, puis entre douze et dix-huit mois, la réaction circulaire devient de plus en plus complexe.

## Œuvres
Liste non exhaustive (Liste complète sur Fondation Jean Piaget).
- Recherche, Lausanne, La Concorde, 1918, [Table des matières].
- Le Langage et la pensée chez l'enfant, Paris, Delachaux et Niestlé, 1923.
- La représentation du monde chez l'enfant, Quadrige, PUF, 2003,  (ISBN 978-2-13-053978-0), ( 1re édition : PUF, 1926 )
- La causalité physique chez l'enfant, Paris, F. Alcan., 1927, [Table des matières].
- Le jugement moral chez l'enfant, Bibliothèque philosophie contemporaine, Paris, PUF,  (ISBN 978-2-13-044182-3), (1re édition : PUF, 1932).
- La naissance de l'intelligence chez l'Enfant, Delachaux et Niestlé, 1936, [Table des matières].
- La construction du réel chez l'enfant, Paris, Delachaux et Niestlé, 1937, [Table des matières].
- Classes, relations et nombres: essai sur les groupements de la logistique et sur la réversibilité de la pensée, Paris, J. Vrin, 1942, [Table des matières].
- Introduction à l'épistémologie génétique. Tome I: La pensée mathématique, PUF, 1950, Paris.
- Introduction à l'épistémologie génétique. Tome II: La pensée physique, PUF, 1950, Paris.
- Introduction à l'épistémologie génétique. Tome III: La pensée biologique, la pensée psychologique et la pensée sociale, PUF, 1950, Paris.
- Essai sur les transformations des opérations logiques: les 256 opérations ternaires de la logique bivalente des propositions, Paris, PUF, 1952, [Table des matières].
- Les liaisons analytiques et synthétiques dans les comportements du sujet, (avec L. Apostel, W. Mays, A. Morf), Paris, PUF, 1957, [Table des matières].
- Six études de psychologie, Folio essais, 1964.
- Sagesse et illusions de la philosophie, PUF, 1965, coll. À la pensée, Paris, 3e éd., 1972
- Études sociologiques, Librairie Droz, 1965, Genève.
- La psychologie de l'enfant, Jean Piaget et Bärbel Inhelder, Quadrige, PUF, 2004,  (ISBN 978-2-13-053568-3),(1re édition : 1966, Que sais-je ? n°, PUF,  (ISBN 2-13-035567-6)) .
- Logique et connaissance scientifique, Encyclopédie de la Pléiade, 1967.[Table des matières avec patronymes des contributeurs].
- Biologie et connaissance. Essai sur les relations entre les régulations organiques et les processus cognitifs, Gallimard, coll. L'avenir de la science, 1967, Paris.
- Le structuralisme, Paris, PUF, coll. « Quadrige », octobre 2007 (1re éd. 1968, coll.Que-sais-je, 12 rééditions), 125 p. (ISBN 978-2-13-056432-4)
- Psychologie et pédagogie, Gonthiers Denoël, 1969, coll. Médiations, Paris.
- Psychologie et épistémologie, Gonthiers Denoël, 1970, coll. Médiations, Paris.
- Où va l'éducation ?, Gonthiers Denoël, 1972, coll. Médiations, Paris.
- L'équilibration des structures cognitives : problème central du développement, Paris, PUF, 1975, [Table des matières].
- Le comportement, moteur de l'évolution, Éditions du seuil, 1976.
- De la pédagogie, Éditions Odile Jacob, 1988, Paris.
- Morphismes et catégories: comparer et transformer, (avec G. Henriques, E. Ascher et coll.), Neuchâtel, Delachaux et Niestlé, 1990,  [Table des matières].
- L'épistémologie génétique, Que sais-je ? no 1399, PUF, (22e édition) 2005,  (ISBN 978-2-13-054997-0) (1re édition : 1970).Piaget Jean, « Introduction », dans L'épistémologie génétique, Paris, Presses universitaires de France, coll. « Que sais-je ? », 2005, 128 p. (lire en ligne)